# Sultan Abdulmajeed Alhabashi
Sultan Abdulmajeed al-Hebshi (in arabo سلطان عبد المجيد الحبشي‎?; 23 febbraio 1983) è un pesista saudita, detentore del record asiatico della specialità dall'8 maggio 2009 al 16 giugno 2021 con la misura di 21,13 m.

## Record nazionali
Seniores
- Getto del peso: 21,13 m ( Doha, 8 maggio 2009)

## Palmarès
| Anno | Manifestazione      | Sede        | Evento         | Risultato | Prestazione | Note |
| ---- | ------------------- | ----------- | -------------- | --------- | ----------- | ---- |
| 2001 | Mondiali U18        | Debrecen    | Getto del peso | 12º       | 17,74 m     |      |
| 2002 | Mondiali U20        | Kingston    | Getto del peso | 25º (q)   | 16,99 m     |      |
| 2002 | Giochi asiatici     | Pusan       | Getto del peso | 6º        | 17,05 m     |      |
| 2003 | Campionati asiatici | Manila      | Getto del peso | 4º        | 18,51 m     |      |
| 2005 | Campionati asiatici | Incheon     | Getto del peso | 5º        | 18,62 m     |      |
| 2006 | Giochi asiatici     | Doha        | Getto del peso | Oro       | 20,42 m     |      |
| 2007 | Mondiali            | Osaka       | Getto del peso | 22º (q)   | 19,20 m     |      |
| 2008 | Giochi olimpici     | Pechino     | Getto del peso | 24º (q)   | 19,51 m     |      |
| 2009 | Mondiali            | Berlino     | Getto del peso | 11º (q)   | 20,04 m     |      |
| 2009 | Campionati asiatici | Canton      | Getto del peso | 5º        | 18,89 m     |      |
| 2010 | Mondiali indoor     | Doha        | Getto del peso | 16º (q)   | 18,67 m     |      |
| 2010 | Giochi asiatici     | Canton      | Getto del peso | Oro       | 20,57 m     |      |
| 2013 | Campionati asiatici | Pune        | Getto del peso | Oro       | 19,68 m     |      |
| 2013 | Mondiali            | Mosca       | Getto del peso | 18º (q)   | 19,22 m     |      |
| 2014 | Giochi asiatici     | Incheon     | Getto del peso | Oro       | 19,99 m     |      |
| 2017 | Campionati asiatici | Bhubaneswar | Getto del peso | 9º        | 17,62 m     |      |
| 2018 | Giochi asiatici     | Giacarta    | Getto del peso | nm        | nm          |      |

## Altre competizioni internazionali
2010
- 6º in Coppa continentale ( Spalato), getto del peso - 17,68 m

2014
- 8º in Coppa continentale ( Marrakech), getto del peso - 19,09 m